# 101. п. н. е.

## Догађаји
- 30. јул — Римски конзул Гај Марије је поразио Кимбре у бици код Верцела и тиме на дуже време отклонио опасност од Германа.